# 蘇家賢
蘇家賢（1968年5月23日—），筆名圖龍，台灣藝術家，以3D地景藝術聞名。

## 經歷
蘇家賢生於高雄市，長榮中學美工科畢業後長時間進行雕塑與繪畫等藝術工作。蘇家賢的首個3D地景畫作「北極極冰層破裂」於國立鳳山高級中學發表，使他從此成名於台灣3D地景繪畫界；該作品也是台灣藝術家創作的第一幅3D地景手工噴畫藝術創作。之後他的作品散佈在駁二藝術特區、高雄捷運美麗島站、臺灣桃園國際機場等地。

## 外部連結
- 蘇家賢Facebook